# Patrick Kupper
Patrick Kupper (* 1970) ist ein Schweizer Wirtschaftshistoriker.

## Leben
Patrick Kupper studierte Geschichte, Umweltwissenschaften, Schweizergeschichte und schweizerische Verfassungskunde an der Universität Zürich und an der Humboldt-Universität zu Berlin. Nach der Promotion an der Universität Zürich (2003) und der Habilitation an der ETH Zürich (2011) ist er seit 2014 Professor für Wirtschafts- und Sozialgeschichte an der Universität Innsbruck. Forschungsaufenthalte führten ihn an das German Historical Institute, Washington DC (2007) und ans Rachel Carson Center in München (2010). Von 2012 bis 2014 war er Mitglied des Zentrums Geschichte des Wissens von Universität und ETH Zürich.
Seine Forschungsinteressen sind transnationale Wirtschafts-, Sozial- und Umweltgeschichte des modernen Europa, Globalgeschichte, Technik- und Wissenschaftsgeschichte, Geschichte der Alpen und der Bergregionen.

## Schriften (Auswahl)
- Abschied von Wachstum und Fortschritt. Die Umweltbewegung und die zivile Nutzung der Atomenergie in der Schweiz (1960–1975). Universität Zürich 1997.
- Atomenergie und gespaltene Gesellschaft. Die Geschichte des gescheiterten Projektes Kernkraftwerk Kaiseraugst. Zürich 2003.
- Wildnis schaffen. Eine transnationale Geschichte des Schweizerischen Nationalparks. Bern 2012.
- Umweltgeschichte. Göttingen 2021.